# Ioana Kassargian
Ioana Kassargian (n. 4 octombrie 1936, București - d. 14 decembrie 1985, București) a fost sculptor român.

## Biografie
A absolvit Institutul de Arte Plastice București (1953-1959) avându-l profesor pe Cornel Medrea. A lucrat o perioadă alături de Ion Irimescu.

## Carieră
A debutat în perioada comunistă, cu lucrări specifice realismului socialist (Oțelar, Darul vieții, Muncitor). Își va schimba însă mijloacele  de expresie către forme sintetice, tema socialistă rămânând un pretext pentru experiențe abstracte.
În 1963 este laureată a Premiului pentru sculptură a Uniunii Artiștilor Plastici.
Între anii 1964-1967 execută în strinătate sculpturi monumentale de „plaine-air” pentru București. Câștigă o bursă de studii la Paris în anul 1967. A avut expozitții personale în anii 1966, 1970 și 1976. A expus în mai multe expoziții colective: Expoziția anuală de stat (1962), Paris, Bienala tineretului („Cap de tânără fată” 1963), Paris, „Musee Galliera”, Hommage a Brancusi de la sculpture roumaine contemporaine (1976).

## Artă publică
Lucrările de artă pot fi văzute în: Eforie Nord „Dialog cu floarea” bronz (1964), București „Legenda Mioriței” piatră (1965), București „Muzica” piatră (1968), Neptun „Tinerețe” (1969), Costinești „Flautistul” piatră (1972). Muzee: București, Muzeul Național de Artă  al României; Constanța, Muzeul de Artă „Mesager”; Galați, Muzeul de Artă Vizuală; Oradea, Muzeul Țării Crișurilor; Tulcea, Muzeul de Artă „Himera nopții”.

## Premii și distincții

### Premii
- Laureată a Premiului pentru sculptură a Uniunii Artiștilor Plastici în anul 1963
- Premiul Municipiului București în anul 1969

### Distincții
- Ordinul „Meritul Cultural” clasa a IV-a (1968) „pentru activitate deosebită în domeniul artelor plastice”[8]